# Viktor Kibenok
Viktor Nikolajevič Kibenok (rusky Виктор Николаевич Кибенок, ukrajinsky Віктор Миколайович Кібенок – Viktor Mykolajovyč Kibenok), 17. února 1963, Ivankov – 11. května 1986, Moskva) byl černobylský hasič, který zemřel na následky ozáření při hašení havárie Černobylské jaderné elektrárny. Posmrtně mu byl udělen titul Hrdina Sovětského svazu.

## Životopis

### Mládí

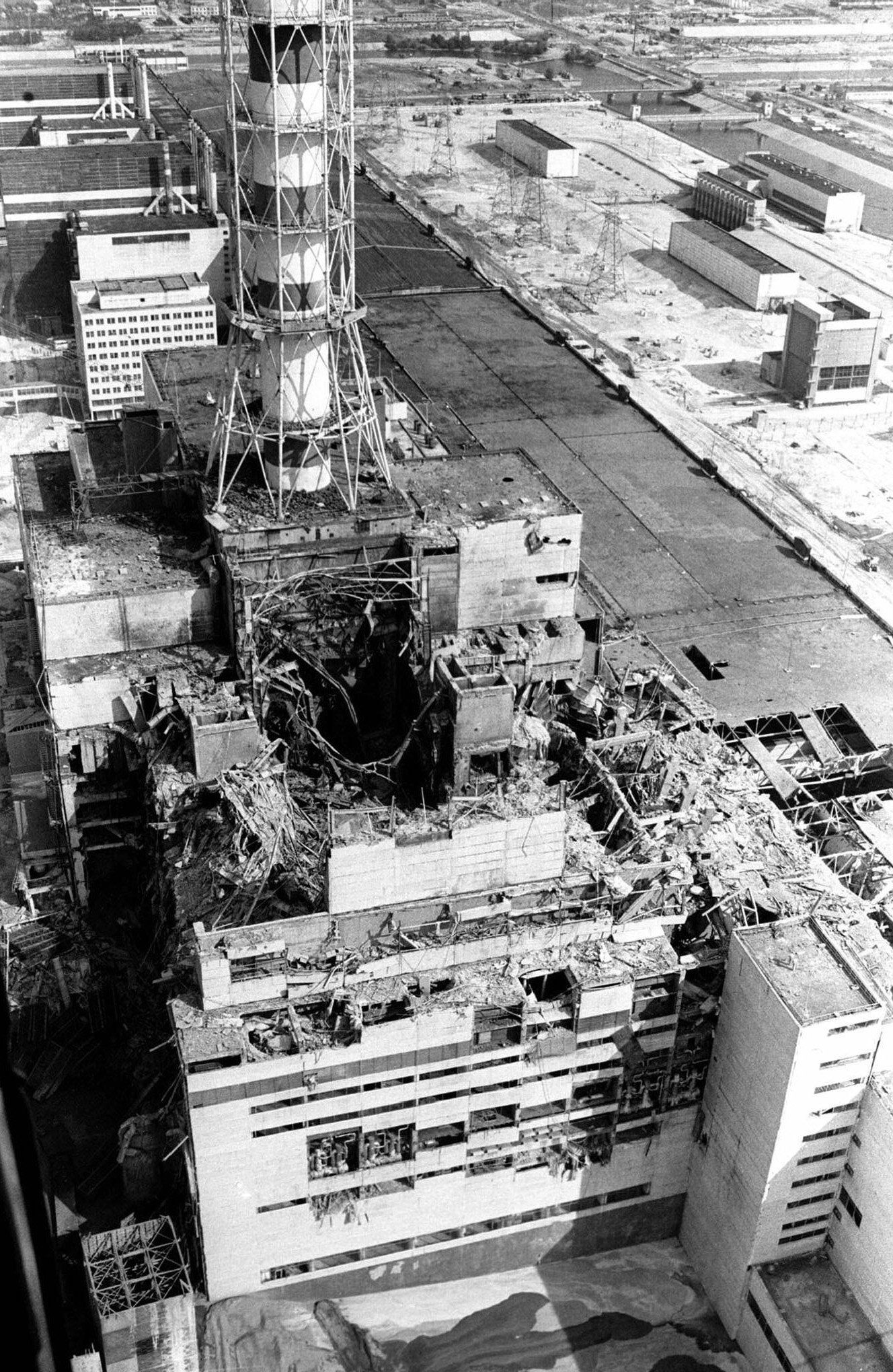
Havárie Černobylské elektrárny, u které Kibenok zasahoval

Kibenok se narodil v rodině hasičů, jeho otec i dědeček byli hasiči. Občas jezdil s otcem k mimořádným událostem. Pravděpodobně tehdy našel svou lásku k hasičství. V srpnu 1984 absolvoval Čerkaskou hasičskou a technickou školu a byl vyslán pracovat do Pripjati. Byl poručíkem a vrchním strážným na požární stanici v Pripjati.
Měl zálibu v motoristickém sportu a vlastnil motocykl.

### Černobylská havárie
Kibenok a jeho brigáda byli v okamžiku výbuchu ve službě. Z brigády Volodymyra Pravyka přišel poplach s žádostí o vyslání jeho brigády do elektrárny. Kibenokovi bylo sděleno, že se vznítily střechy turbínové haly a třetího reaktoru. Vyslal na místo Ural-375 AC-40, dva vozy ZIL-130 AC-40 a mechanický žebřík ZIL-131 AL-30. Všichni hasiči byli vysláni na místo. Kibenok dorazil na jižní stranu elektrárny kolem 1:35 a jeho brigáda krátce zaparkovala svá vozidla podél turbínové haly. Kibenok se setkal s Pravykem, který mu řekl, aby odvezl svou brigádu na střechu třetího bloku a uhasil tam požáry, zatímco jeho brigáda hasila požáry v turbínových halách. Pravyk se nabídl, že povede Kibenka a jeho muže na střechu 3. bloku.
Kolem 1:45 nařídil svému žebříkovému vozu ZIL-131 AL30, aby se přemístil na severní stranu elektrárny za účelem zřízení hadicového vedení na střechu bloku 3. Z Kibenokovy brigády byli vybráni čtyři muži, kteří vylezli na střechu třetího reaktoru: Byli vybráni: starší seržant Vasilij Ignatěnko, starší seržant Vladimir Tišura, seržant Nikolaj Vaščuk a mladší seržant Nikolaj Titenok. Spolu s Pravykem vylezlo šestičlenné družstvo na střechu třetího reaktoru z jihu, přes turbínovou halu.
Podle pozdější zprávy Leonida Těljatnikova vzniklo na střeše třetího reaktoru asi pět malých požárů, které byly způsobeny žhavými kusy jaderného materiálu, jež zapálily hořlavou asfaltovou střechu. Střecha byla také poseta rozžhavenými grafitovými bloky a uranovými palivovými soubory, které byly vysoce radioaktivní. Jednotka manévrovala kolem střechy třetího bloku a základny ventilačního komína a hasila různé malé požáry kolem střechy. Střecha byla tak rozpálená, že se na ní začal tavit asfalt, který se Kibenokovi lepil na boty a ztěžoval mu pohyb.
Radiace si však začala vybírat svou daň, protože kolem půl třetí ráno Tišura a Vaščuk údajně zkolabovali na střeše. Posádka se začala vracet po žebřících na střechu turbínové haly. Při sestupu ze střechy bloku 3 Kibenok zřejmě nakrátko upadl do bezvědomí a dolů mu musel pomáhat Ignatěnko, který po schodech snášel i Tišuru. Piotr Khmel, řidič jednoho z hasičských vozů z Kibenokovy jednotky, mu pomohl svléknout uniformu a zůstal s Kibenokem a ostatními, dokud nepřijela sanitka.
V nepřítomnosti Kibenokova oddílu nařídil Těljatnikov třem mužům: Zacharovovi a Petrovskému z Pravykovy brigády, aby stáli na střeše reaktoru na požární hlídce, i když brzy své stanoviště opustili poté, co Petrovskij údajně dočasně oslepl. Kibenok byl převezen do sanitární jednotky č. 126 (nemocnice v Pripjati) spolu s ostatními prvními zasahujícími a pracovníky elektrárny.

### Hospitalizace asmrt

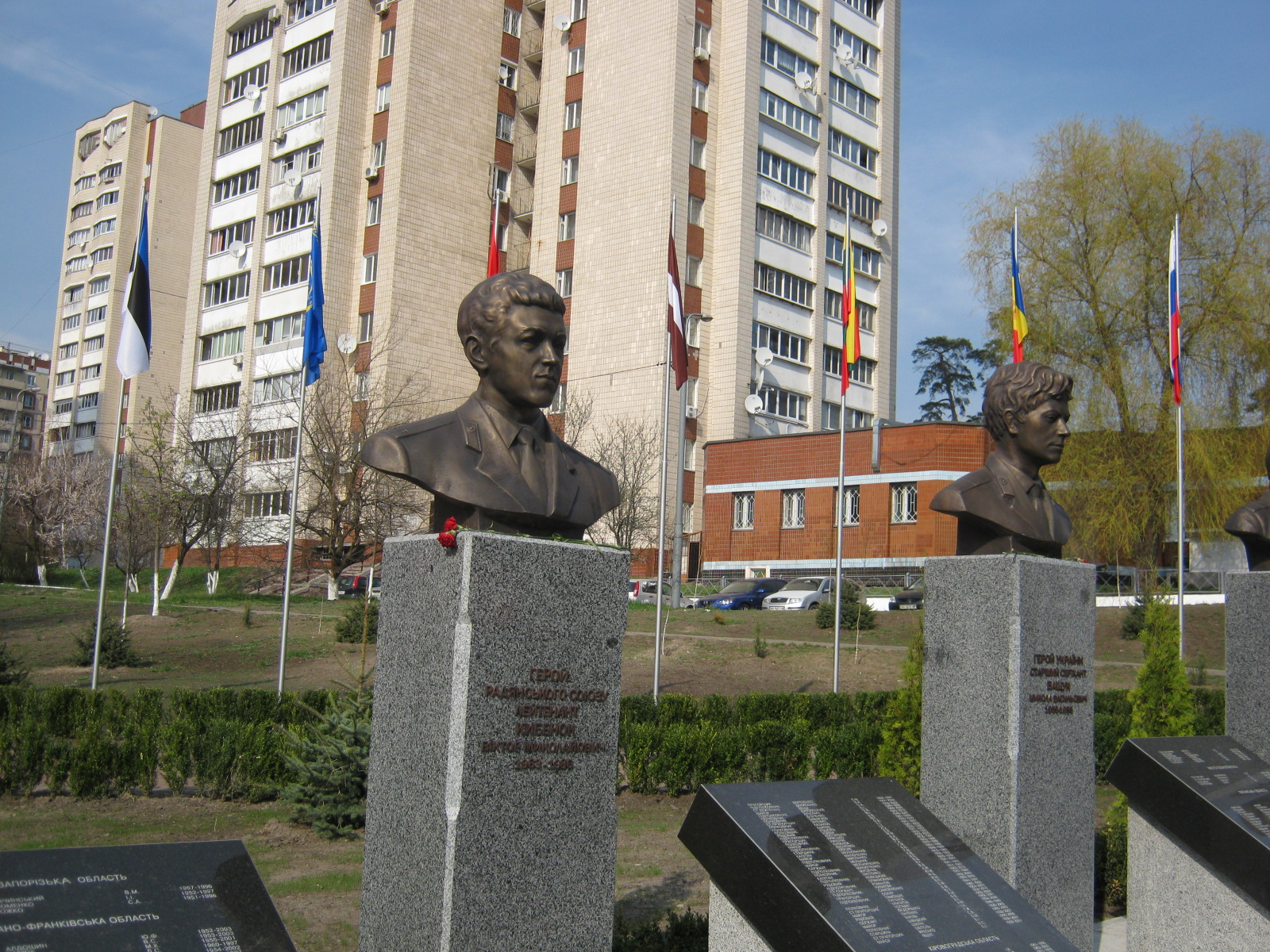
Kibenokova busta na Ukrajině

Kibenok zůstal v sanitární jednotce č. 126 (Pripjaťská nemocnice) jeden den, než si uvědomil skutečný rozsah havárie. Poté byl letecky převezen do moskevské nemocnice č. 6, která se specializovala na radiologii a radiační popáleniny. Měl popáleniny od bitumenu na vnitřní straně úst a jeho plíce byly poškozeny vdechováním hořícího bitumenu. Kvůli těmto vnitřním popáleninám nemohl Kibenok jíst a bylo pro něj nesmírně bolestivé mluvit. Měl také těžké termické popáleniny na nohou. Devátého května už Kibenok nemohl stát na nohou. Dne 11. května, několik hodin po Pravykovi, zemřel.
Jeho pohřeb se konal 13. května a je pohřben vedle svých přátel na Mitinském hřbitově v Moskvě.

## Odkaz
Kibenok po sobě zanechal ženu a dítě. Dítě se však později narodilo mrtvé. Posmrtně obdržel vyznamenání Hrdina Sovětského svazu a ukrajinský Řád za odvahu. V jeho rodném městě Ivankivě je po něm pojmenována ulice. Kibenok má také řadu pomníků, a to po celé Kyjevské oblasti, včetně jednoho v Čerkaské požárně-technické škole, kde se vyučil důstojníkem.